# Nesvačilka
Nesvačilka település Csehországban, a Brno-vidéki járásban. Nesvačilka Těšany, Žatčany és Moutnice településekkel határos. Lakosainak száma 333 fő (2024. január 1.).

## Népesség
A település lakosságának változását az alábbi diagram mutatja:
| Lakosok száma | 319  | 358  | 395  | 351  | 333  | 333  | 325  | 323  | 324  | 333  |
|               | 1869 | 1890 | 1921 | 1950 | 1980 | 2001 | 2017 | 2019 | 2022 | 2024 |